# Popillia miniatipennis
Popillia miniatipennis är en skalbaggsart som beskrevs av Leon Fairmaire 1889. Popillia miniatipennis ingår i släktet Popillia och familjen Rutelidae. Inga underarter finns listade i Catalogue of Life.